# Etienne Vermeersch
Pour les articles homonymes, voir Vermeersch.
Etienne Vermeersch, né le 2 mai 1934 à Saint-Michel (Belgique) et mort le 18 janvier 2019 à Gand (Belgique), est un philosophe belge.

## Biographie

### Parcours
Etienne Vermeersch étudie la philologie classique et la philosophie à l'université de Gand  et y est nommé professeur titulaire en 1967. De 1993 à 1997, il est également vice-recteur de cette université.
Il s'est concentré non seulement sur la bioéthique, la philosophie environnementale et culturelle, mais aussi sur les problèmes sociaux en général.
Citation : « Ceux qui croient en Dieu ne doivent pas avoir peur, et ceux qui ne croient pas en Dieu ne doivent pas avoir peur du tout. »

### Mort
Après un an de maladie, Vermeersch opte pour l'euthanasie. Dirk Verhofstadt a déclaré que Vermeersch avait déclaré à propos de ce choix : « Je meurs grâce au travail de ma vie », faisant ainsi allusion au travail qu'il a accompli pour rendre l'euthanasie légale en Belgique. Vermeersch est mort le 18 janvier 2019 à l'hôpital universitaire de Gand.

## Publications
- Les Yeux du panda : Un essai philosophique environnementale [sic], Bruges, Van de Wiele, 1988, 72 p. (ISBN 978-90-6966-034-9)[réf. nécessaire]
- Interview dans Le livre de l'année 2002 (Artis, Bruxelles, 2003), pp. 136–137.

## Distinctions
- 2010 : prix des Gueux
- 2016 : grande distinction de la Communauté flamande

## Hommages
En 2016, un astéroïde de la ceinture principale d'astéroïdes a reçu son nom, (14439) Evermeersch.